# Tor foniczny
Tor foniczny – zestaw połączonych elektrycznie urządzeń do przekazywania i kształtowania sygnałów fonicznych od źródła do końcówek wyjściowych. Tor foniczny w postaci urządzenia do realizacji nagrań nazywany jest stołem mikserskim lub konsoletą.

## Funkcje
Główne funkcje toru fonicznego to:
- wyrównywanie poziomów sygnałów z różnych źródeł (wzmocnienie, tłumienie);
- kształtowanie częstotliwościowe (barwa) i czasowe (efekty) za pomocą wbudowanych lub zewnętrznych urządzeń;
- sumowanie (mieszanie) sygnałów z różnych źródeł.

## Elementy
Podstawowymi elementami toru fonicznego są:
- przedwzmacniacze z zasilaniem Phantom dla mikrofonów pojemnościowych,
- tłumiki,
- procesory dynamiki,
- filtry (korektory barwy),
- mierniki wysterowania,
- szyny zbiorcze.

## Jakość
Na wyjściu toru fonicznego, po podłączeniu przetwornika sygnału fonicznego na akustyczny (głośnika lub słuchawek), odbierany jest sygnał akustyczny wtórny. W przypadku idealnym sygnał akustyczny wtórny powinien być identyczny z sygnałem pierwotnym. Tak na ogół nie jest, a niedokładność przekazywania sygnału akustycznego może mieć różny charakter:
- strat perspektywy akustycznej (inne warunki akustyczne przy rozchodzeniu się sygnału pierwotnego, a inne przy rozchodzeniu się sygnału wtórnego – krótko mówiąc inne pomieszczenia);
- zmian poziomu sygnału (odsłuch zwykle na poziomie innym niż oryginalny);
- ograniczenia dynamiki (szumy i zniekształcenia);
- ograniczenie pasma;
- szumów i zakłóceń;
- zniekształceń (nieliniowe, linearne tłumieniowe, fazowe (opóźnieniowe), TIM (ang. Transient Intermodulation Distortion).

Straty perspektywy akustycznej są niemożliwe do usunięcia. W pozostałych przypadkach stopień nieodpowiedniości sygnału pierwotnego i wtórnego zależy od jakości toru fonicznego. Jakość tę określa się na podstawie pomiarów jego parametrów. Do najważniejszych z nich należą:
- charakterystyka częstotliwościowa,
- zniekształcenia nieliniowe,
- przesunięcie fazowe,
- przesłuch i separacja,
- poziom szumów i zakłóceń.

W cyfrowym torze fonicznym istotne są również inne parametry, np.:
- zniekształcenia przetworników A/C,
- zniekształcenia przetworników C/A,
- stopa błędów.